# Air Malta
Pour les articles homonymes, voir AMC, KM Malta Airlines et Malta Air.
Air Malta (Code AITA : KM, code OACI : AMC) est l'ancienne compagnie aérienne nationale de Malte.
Air Malta cesse ses opérations le 30 mars 2024 et est remplacée dès le jour suivant par une nouvelle compagnie nationale, KM Malta Airlines.

## Histoire

### Les débuts: création et développement

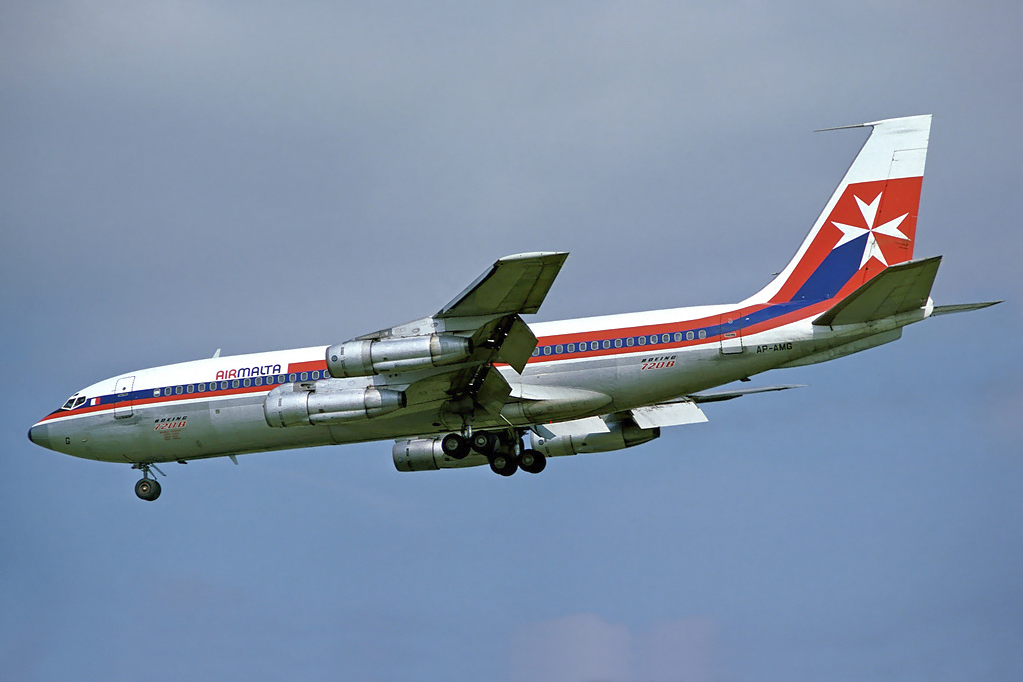
Boeing 720B d'Air Malta

Alors que Malte est une colonie britannique, ses habitants voyagent par mer ou sur des compagnies aériennes étrangères (principalement britanniques). Mais, une fois l'indépendance proclamée, le nouveau gouvernement décide de créer sa propre compagnie établie le 21 mars 1973 par une résolution de la Chambre des représentants de Malte.
Les premiers vols ont lieu le 1er avril 1974 avec 2 Boeing 720, loués à la compagnie Pakistan International Airlines  desservant Rome, Tripoli, Londres, Manchester, Francfort et Paris.

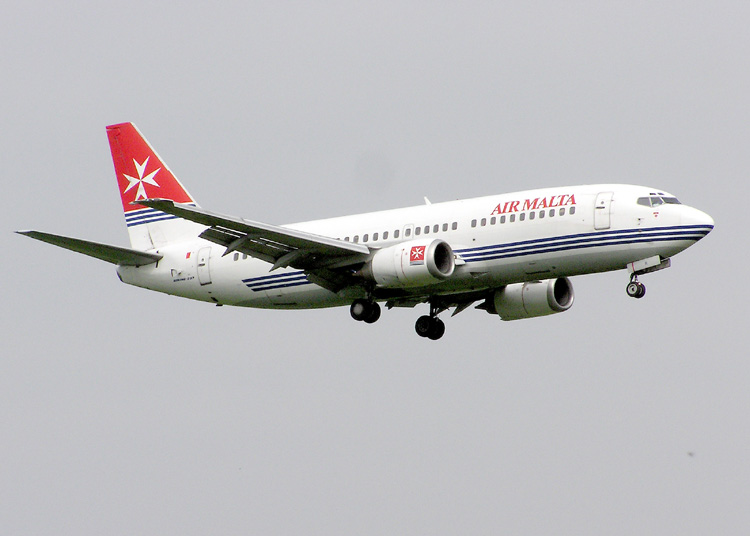
Boeing d'Air Malta

Ancien logo de la compagnie

En 1982, Air Malta acquiert 3 nouveaux Boeing 737 qui sont livrés en 1983. En 1986 Air Malta acquiert 2 nouveaux 737 et, en 1987, commande son premier Airbus A320. Les 2 Boeing 720 sont alors vendus. En 1989, Air Malta place une option pour un A320 supplémentaire et, en 1992, 2 Boeing 737 supplémentaires sont commandés. Cette année-là, 4 Avro RJ 70 sont commandés pour desservir la Catalogne et Palerme ainsi que Tunis et Monastir.
Après l'ouverture du nouvel aéroport international de Malte en 1992, Air Malta crée CargoSystems qui inclut le transport de fret sur ses vols. En 1994, Air Malta inaugure son centre de fret. La compagnie emploie 1763 personnes et est détenue par le gouvernement maltais (98 %) et des investisseurs privés (2 %). Elle possède également 25 % de la compagnie Medavia (en). Le 9 juin 1997, le vol KM 830 est détourné par deux Turcs.

### Les années 2000
En juillet 2002, Air Malta annonce que sa nouvelle flotte serait composée d'Airbus A319 et A320. Le dernier avion doit être livré en 2007. En 2004, Air Malta rejoint avec un certain succès[réf. nécessaire] le secteur des vols low-cost.
Selon la revue de l'Association des compagnies aériennes européennes en 2009, Air Malta fait partie des compagnies qui perdent le moins de bagages en Europe, 4.6 pour 1000 passagers, en deuxième position derrière Turkish Airlines.
En hiver, la compagnie aérienne loue souvent des avions pour maximiser ses revenus pendant la basse saison. En septembre 2007, par exemple, Air Malta a loué 2 avions Airbus à Etihad Airways pour la période hivernale commençant le 1er septembre 2007 et a fourni un soutien opérationnel sur un autre Airbus A320.loué par Etihad Airways. En janvier et février 2009, Air Malta a loué avec équipage un A320 à Sky Airline au Chili. De 2011 à 2014, Air Malta a loué un autre A320 à Sky Airline.

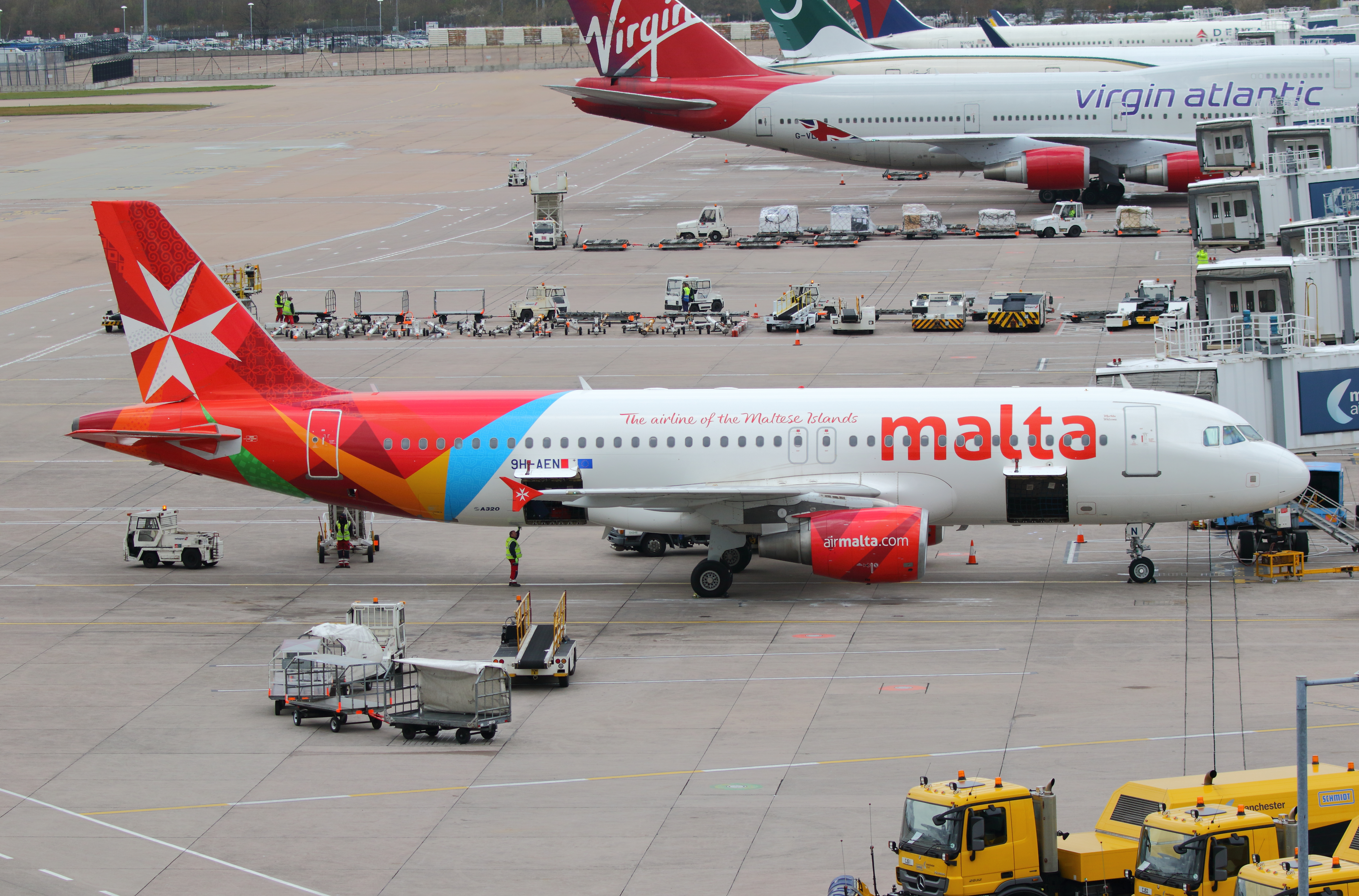
La livrée actuelle d'Air Malta, adoptée en 2012

En 2012, Air Malta a entamé un changement d'identité de marque, ce qui a suscité une certaine controverse, car les titres sur les avions et la signalisation ne mentionnent que Malte, en omettant le mot Air . La compagnie aérienne a insisté sur le fait qu'il ne s'agissait pas d'un changement de nom et que le nom complet de la compagnie aérienne reste Air Malta. De plus, les titres sur les moteurs indiquent toujours airmalta.com . Le premier avion à afficher les nouvelles couleurs a été l'Airbus A320-200 9H-AEN au Salon aéronautique international de Malte 2012. Le deuxième et dernier jour du salon, l'A320 et un Spitfire ont effectué un défilé aérien comme acte de clôture.
Pour commémorer les 40 ans de la compagnie aérienne, la compagnie aérienne a peint l'un de ses avions, 9H-AEI, un A320-200, dans des couleurs rétro, représentant la livrée utilisée sur les Boeing 720B.
En juin 2017, le gouvernement maltais a annoncé la restructuration d'Air Malta. Air Malta a ensuite ouvert un certain nombre de nouvelles liaisons, notamment Tunis, Malaga (réduite à saisonnière en 2019), Comiso (terminée après l'été 2018), Kiev, Lisbonne, Casablanca, Southend (terminée en 2019) et Cagliari (réduite par la suite à juin– Septembre seulement). Manchester et Francfort ont repris après avoir été brièvement arrêtés.
En mars 2019, la compagnie aérienne a annoncé qu'elle avait réalisé un bénéfice de 1,2 million d'euros au cours de l'exercice 2018. Ce profit est le premier que la compagnie aérienne réalise en 18 ans.
Le 1er avril 2019, Air Malta a fêté ses 45 ans. La compagnie aérienne se restructure et vise à augmenter sa flotte à 14 avions. Les plans de restructuration comprennent le remplacement de la flotte actuelle par de nouveaux appareils Airbus A320 Neo, ainsi que des vols inauguraux vers l'Asie et l'Amérique du Nord avec des Airbus A321LR,.

### Différends avec les syndicats locaux, les médias et impact du COVID-19
Après le COVID-19, Air Malta connaît des difficultés financières et le transporteur est sujet à controverse. Air Malta aurait subi une perte de 30 millions d'euros, un an après avoir enregistré des bénéfices pour la première fois en 18 ans. Des licenciements ont eu lieu. Selon un article du Times of Malta daté du 24 avril 2020, l'ALPA, (l'association des pilotes de ligne du syndicat), a refusé que ses pilotes soient fixés sur un salaire mensuel de 1200 euros en raison de l'impact de la fermeture de l'aéroport de Malte dû au COVID-19, qui a eu lieu le 3 mai et qui a porté le nombre de visiteurs à moins de 0,2%, affectant directement Air Malta.

### Fin de l'activité et successeur
Le 2 octobre 2023, le gouvernement maltais annonce la fermeture de Air Malta prévue pour le 30 mars 2024. La compagnie nationale sera remplacée le jour suivant par KM Malta Airlines.

## Partage de codes

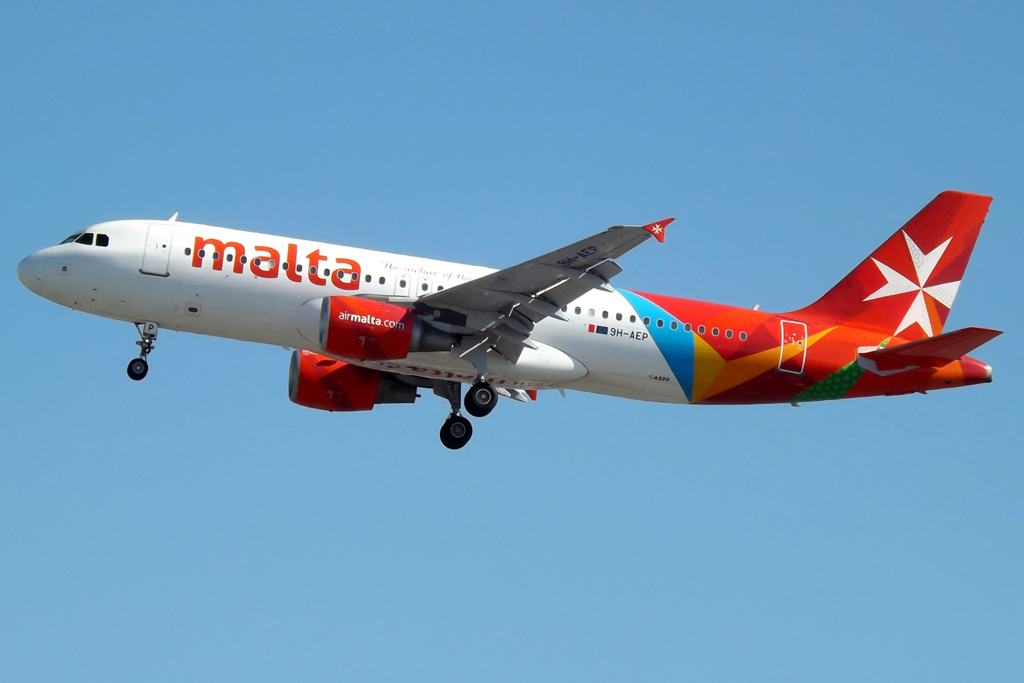
Airbus A320 d'Air Malta

Air Malta a signé des partenariats avec les compagnies suivantes :
| - Aeroflot (SkyTeam) - Air France (SkyTeam) - Austrian Airlines (Star Alliance) - Brussels Airlines (Star Alliance) - CSA Czech Airlines (SkyTeam) - Emirates - Etihad Airways | - ITA Airways (SkyTeam) - Lufthansa (Star Alliance) - Meridiana - Swiss International Air Lines (Star Alliance) - Turkish Airlines (Star Alliance) |

## Flotte

### Flotte à sa disparition
La flotte d'Air Malta était composée des avions Airbus suivants le jour de sa disparition, le 30 mars 2024 :

### Ancienne flotte
| - British Aerospace ATP - BAe 146 - Airbus A319 |

Air Malta a exploité par le passé les types d'avions suivants :
- BAe 146-100
- Boeing 737-200
- British Aerospace ATP
- Boeing 720B
- Airbus A319

## Filiales
- Osprey Insurance Brokers Co Ltd, Compagnie d'assurance
- Holiday Malta, Tour Opérateur
- Selmun Palace Hotel, groupe Hôtelier
- Shield Insurance, compagnie d'assurance, spécialisé dans le transport aérien
- Sabratha, gestions de boutiques hors taxes, à Malte et à l'étranger, (Tripoli)

## Photos

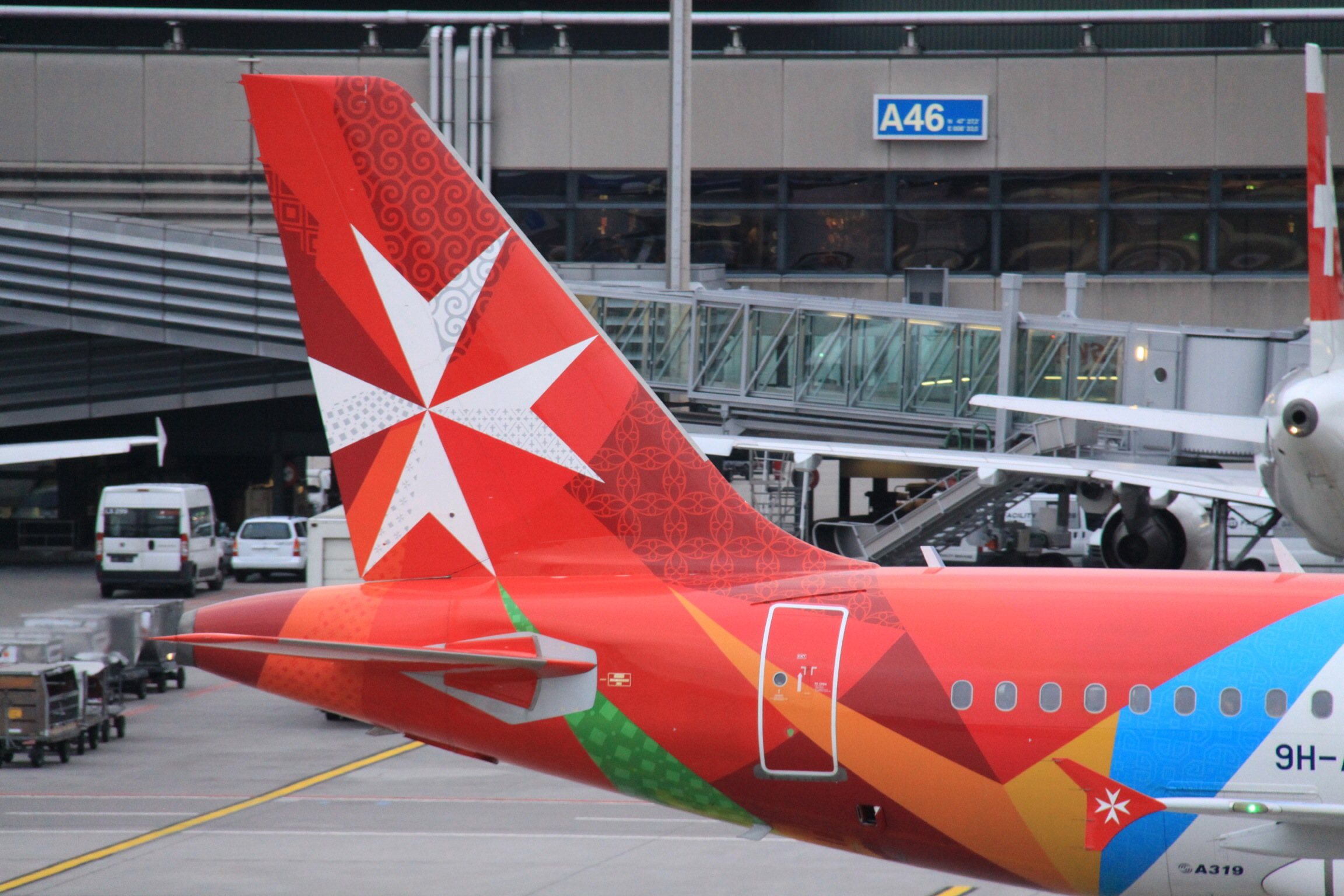
Emblème maltais
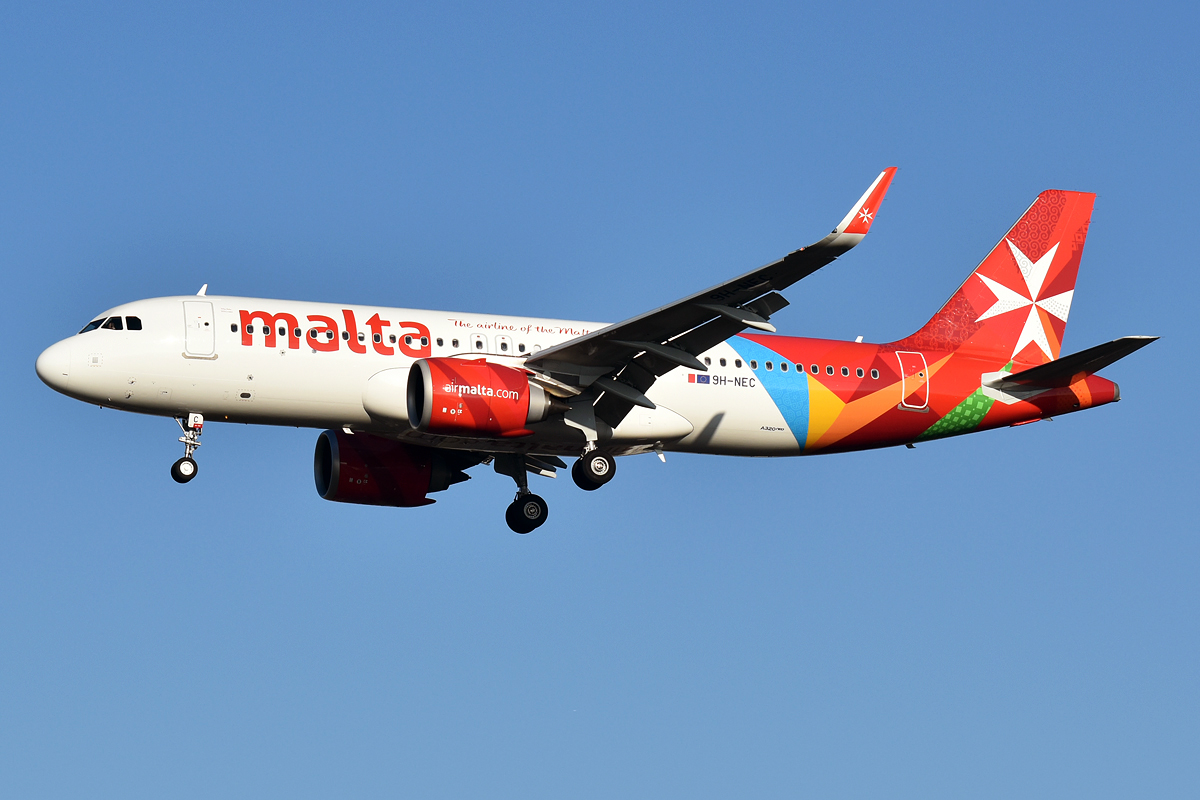
Airbus A320neo
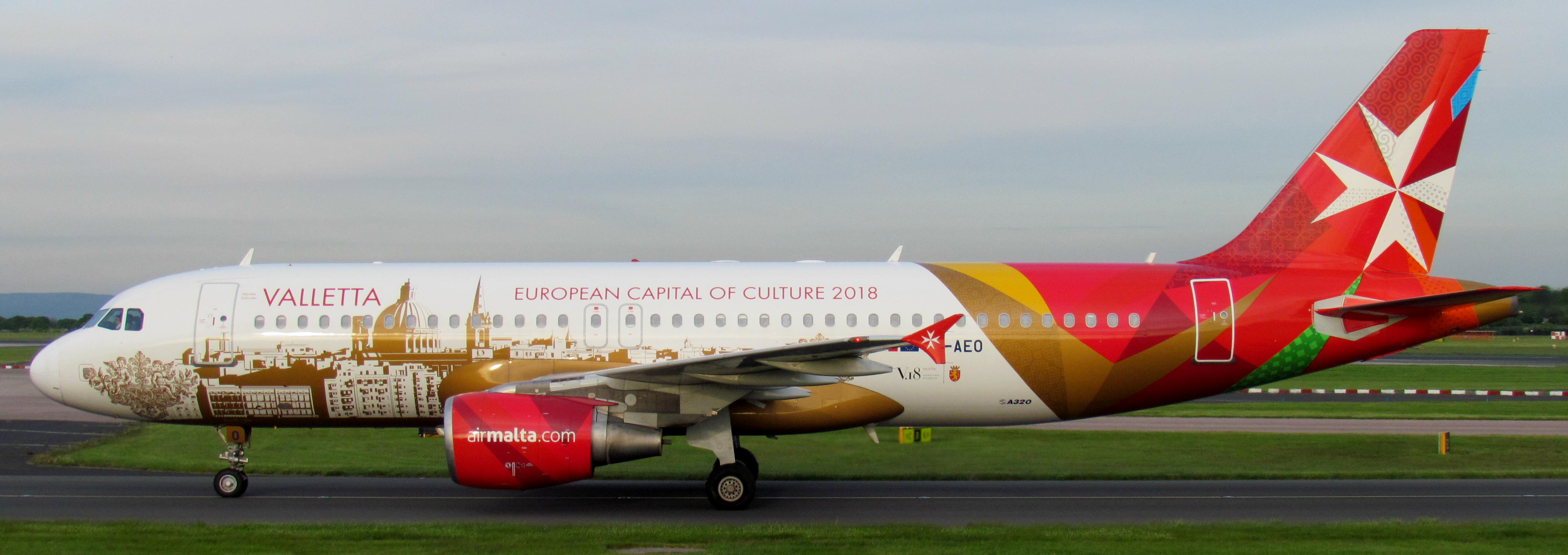
Livrée "La Valette, capitale européenne de la culture 2018"